# Alexander Patch
Alexander McCarrell Patch (Huachuca City, 23 novembre 1889 – San Antonio, 21 novembre 1945) è stato un generale statunitense.
Comandò le forze dell'Esercito e dei Marines durante l'invasione di Guadalcanal nel 1942 e la 7ª Armata statunitense nell'invasione del sud della Francia due anni più tardi.

## Inizio della carriera
Alexander Patch nacque in a Fort Huachuca, una base della cavalleria in Arizona dove suo padre comandò un distaccamento. Non considerò altre carriere al di fuori di quella militare, quindi nel 1909 entrò nell'accademia di West Point. Patch voleva seguire le orme di suo padre ed entrare nella cavalleria, ma si rese conto che questa era ormai un'arma obsoleta e così si arruolò in fanteria nel 1913.
La prima guerra mondiale la passò come ufficiale ed istruttore di fanteria nella scuola mitragliatrici dell'Esercito e quando guidò i suoi uomini sul campo di battaglia la sua capacità di comando venne apprezzata dal colonnello George Marshall, in quel momento un membro del quartier generale del comandante in capo americano, generale John Pershing. Durante il periodo precedente la seconda guerra mondiale, Marshall venne promosso a Capo di Stato Maggiore dell'Esercito degli Stati Uniti; quindi quest'ultimo promosse Patch al grado di brigadier generale e lo inviò a Fort Bragg per l'addestramento dei nuovi soldati.

## Seconda guerra mondiale

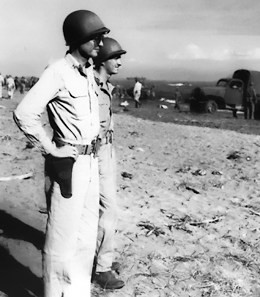
Il generale Patch guarda gli sbarchi delle sue truppe a Guadalcanal l'8 dicembre 1942.

Nel 1942 Patch venne inviato nel Pacifico per organizzare i rinforzi e la difesa della Nuova Caledonia. Prese il commando di truppe sbandate che mise assieme nella nuova Americal Division (o anche 23ª Divisione Fanteria). Questa unità vide la guerra per la prima volta durante la campagna di Guadalcanal. Nel dicembre del 1942 gli venne assegnato il comando del XIV Corpo d'Armata e quindi di tutta l'area d'operazioni di Guadalcanal. Guidò personalmente i suoi uomini nella battaglia di Mount Austen, del Galloping Horse, e del Sea Horse per catturare una serie di colline fortificate dalle forze giapponesi. Sotto il suo comando, nel febbraio 1943, la campagna era finita.
Impressionato dalle capacità di Patch nel comandare a Guadalcanal, Marshall lo inviò in Europa per prendere il comando della 7ª Armata. Sotto la sua guida la 7ª Armata sbarcò nel sud della Francia il 15 agosto 1944 e guidò una rapida offensiva fino al fiume Rodano. Il 9 settembre vicino a Digione le sue unità si incontrarono con quelle della 3ª Armata di George Patton. Patch soffrì per la perdita di suo figlio, il capitano Alexander M. Patch III comandante di compagnia di fanteria nella 79ª Divisione di fanteria, il 22 ottobre 1944.
Patch continuò a comandare la 7ª Armata sino alla fine della guerra, entrando in Germania, attraversando il Reno e guidando gli attacchi sulla linea Sigfrido e quindi nel sud della Germania.

## Morte
Nell'agosto del 1945 Patch ritornò negli Stati Uniti per prendere il comando della 4ª Armata ma fu presto ricoverato per problemi polmonari. Morì di polmonite il 21 novembre al Brooke General Ospital, a Fort Houston, nel Texas. È seppellito al Cimitero di West Point.
La Kurmärker Kasern, a Stoccarda, in Germania, venne ribattezzata in suo onore Patch Barracks il 4 luglio 1952. La Patch Barracks è il quartier generale dell'United States European Command (USEUCOM), il comando supremo militare americano in Europa. Questa struttura ha anche una scuola elementare e superiore col suo nome.
È stato promosso al grado di generale a quattro stelle, postumo, il 19 luglio 1952.